# L'Île-d'Elle
L'Île-d'Elle är en kommun i departementet Vendée i regionen Pays de la Loire i västra Frankrike. Kommunen ligger i kantonen Chaillé-les-Marais som tillhör arrondissementet Fontenay-le-Comte. År 2022 hade L'Île-d'Elle 1 505 invånare.

## Befolkningsutveckling
Antalet invånare i kommunen L'Île-d'Elle
| Referens: INSEE |